# Sensationell (musikalbum)
Sensationell är den tyske pop-/schlagersångaren Matthias Reims sjunde soloalbum, utgivet april 1998 på Polydor.
Albumet låg på den tyska topplistan under tre veckor, som högst på plats 51.
"Lass uns 1x oder 2x" och "Sag' mir, daß es wahr ist" släpptes som singlar.

## Låtlista
1. "Lass uns 1x oder 2x" – 3:58
2. "Ich kann nicht mehr" – 3:30
3. "Sag' mir, daß es wahr ist (Say That It Is True)" (med Annie Moore) – 4:07
4. "Wenn Du liebst, wenn Du lachst" – 3:52
5. "Da ist noch was" – 4:13
6. "Laß' mich fliegen" – 5:49
7. "Wenn Du es wirklich willst" – 4:17
8. "Mach's gut" – 3:57
9. "Große Liebe" – 4:26
10. "Zeit zu gehen" – 4:07
11. "Sensationell" – 3:45
12. "Ich denk' an Dich" – 4:00

## Medverkande
Musiker
- Matthias Reim – sång, gitarr, keyboard, munspel, trumprogrammering
- Lutz Krüger – gitarr, basgitarr, mandolin
- Eberhard Wieland – keyboard
- Nick Oosterhuis – gitarr, basgitarr, keyboard
- Hein Altenbroxter – trummor
- Chris Evans – trummor
- Hans Wintoch – violin
- Gundula Ulbrich – körsång
- Uta Günther – körsång

Produktion
- Matthias Reim – producent, text, musik
- Lutz Krüger – musik
- Hein Altenbroxter – text, musik
- Helge Harbich – text, musik
- Nick Oosterhuis – text, musik
- Peter Zentner – text, musik